# 飯豊山地
飯豊山地（いいでさんち）は、福島県と新潟県、山形県の三県にまたがる山地。 越後山脈の北部にあたり、北に荒川、東に国道121号大峠、南に阿賀川、西に越後平野に囲まれた飯豊山塊を中心とした山地である。
晴れていれば北に朝日山地、東に吾妻連峰、南に会津盆地・那須岳、西に日本海まで望むことができる。最高峰は大日岳の標高2128メートルであり、飯豊本山や北股岳、烏帽子岳、御西岳など2000メートル級の山々が連り飯豊連峰と呼ばれ、磐梯朝日国立公園の一部をなしている。
ほとんどが花崗岩からなり山頂には一部平らな面もあるが中腹以下は深い谷に刻まれている。冬は北西の季節風が直接吹き付けるため一帯は数メートルの雪に包まれてしまう。この豊富な雪解け水を利用した水力発電所がこの山地周辺に数多く設けられており、阿賀野川水系、荒川水系、最上川水系の分水嶺にもなっている。飯豊山地は朝日山地と並び東北アルプスの異名をもつほど山容が非常に大きく万年雪も残るため、山に入る場合は充分な知識と装備が必要である。地元では「いいとよさん」とも呼ばれ、古くから農民等の信仰登山の対象になっており、飯豊本山には飯豊山神社奥社がある。

## 主な山岳

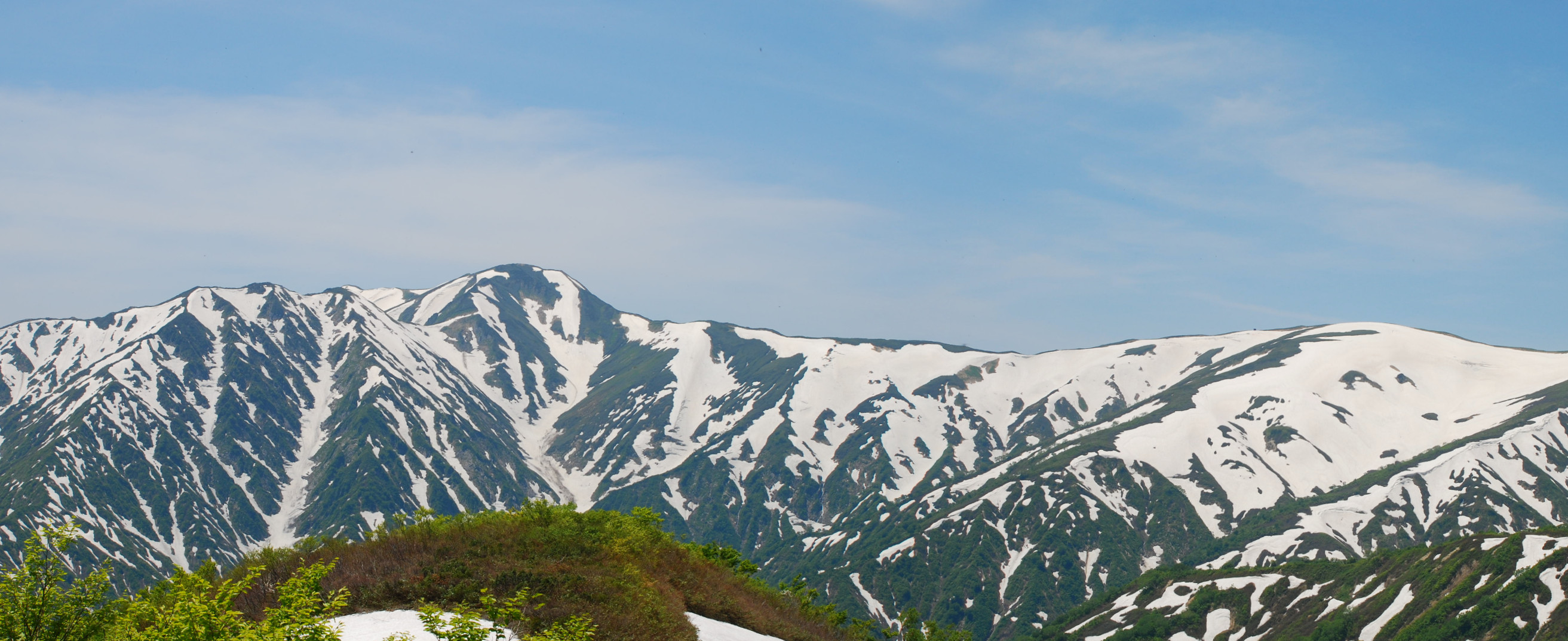
飯豊連峰の主稜を西北西から望む
左が大日岳で右が御西岳、疣岩山から撮影

- 大日岳（2128m）
- 飯豊山（本山・2105m）
- 北股岳（2025m）
- 烏帽子岳（2,017m）
- 三国岳（1644m）
- 朳差岳（1636m）
- 飯森山（1595m）
- 二王子岳(1420m)

## 周辺の山小屋
| 名称                       | 所在地                 | 収容 人数 | 備考                            |
| -------------------------- | ---------------------- | --------- | ------------------------------- |
| 大日杉小屋                 | 地蔵岳東麓             | 50人      | 開設期間は5月中旬から10月下旬   |
| 切合小屋（きりあわせごや） | 種蒔山山頂の北西       | 100人     |                                 |
| 本山小屋（ほんざんごや）   | 飯豊山山頂の東側       | 50人      |                                 |
| 御西小屋                   | 御西岳山頂の西側       | 30人      |                                 |
| 梅花皮小屋（かいらぎごや） | 北股岳山頂の東側       | 50人      | 7月1日から8月末頃まで管理人常駐 |
| 門内小屋（もんないごや）   | 門内岳山頂の北側       | 30人      |                                 |
| 飯豊山荘                   | 天狗平（地神山北東麓） |           |                                 |
| 天狗平ロッジ               | 天狗平（地神山北東麓） |           | 7月から8月まで管理人常駐        |